# John Smith (veslař, 1990)
John Smith (* 12. ledna 1990, Germiston, Jihoafrická republika) je jihoafrický veslař lehké váhy. Na Letních olympijských hrách 2012 v Londýně získal zlatou medaili na čtyřce bez kormidelníka lehkých vah. Je též mistrem světa z roku 2014 na dvojskifu lehkých vah.